# بورشا فيليبس
بورشا فيليبس (بالإنجليزية: Porsha Phillips)‏ مواليد 13 يناير 1988، هي لاعبة كرة سلة أمريكية سابقة. بدأت مسيرتها الاحترافية في سنة 2011. تم اختيارها من قبل فريق سان أنطونيو ستارز خلال الدرافت. اعتزلت اللعب في 2012.

## روابط خارجية
- بورشا فيليبس على موقع الاتحاد الوطني لكرة السلة النسائية (الإنجليزية)
- بورشا فيليبس على موقع كرة السلة الأوروبية.كوم (الإنجليزية)
- بورشا فيليبس على موقع كلية كرة السلة في سبورتس رفرنس.كوم (الإنجليزية)
- بورشا فيليبس على موقع بروبوليرز (الإنجليزية)
- بورشا فيليبس على موقع سبورتس رفرنس (الإنجليزية)